# 크누드 뵈르게 마르틴센
크누드 뵈르게 마르틴센(덴마크어: Knud Børge Martinsen, 1905년 11월 30일 ~ 1949년 6월 25일)은 덴마크의 군인이다.
제2차 세계 대전이 진행 중이던 1941년부터 1945년까지 독일의 무장친위대 소속 덴마크 자유군단에서 복무했다. 1945년 5월 제2차 세계 대전 종전 이후에 벌어진 프리츠 헤닝 토니스 폰 에게르스(Fritz Henning Tonnies von Eggers) 살해 사건에 연루되어 덴마크 경찰에 의해 체포되었다. 1949년 6월 25일에는 살인 혐의로 사형을 선고받았다.